# Малавікагнімітрам
«Малавікагнімітрам» (санскр. मालविकाग्निमित्रम्) — п'єса індійського поета й драматурга Калідаси, написана санскритом.

## Сюжет
П'єса розповідає про кохання царя Агнімітри (правителя Відіші з династії Шунга) до Малавіки — прекрасної дівчини-служки своєї головної дружини. Агнімітра закохався, побачивши її зображення на картині. Довідавшись про пристрасть свого чоловіка, дружина розлютилась і наказала ув'язнити Малавіку. Однак, волею долі виявилось, що Малавіка належить до царського роду, й Агнімітра отримав можливість одружитись з нею.
П'єса містить опис ведичного жертвопринесення раджасуя, проведеного Пушьямітрою, а також докладне викладення теорії музики й акторської майстерності.